# Allothelaira analis
Allothelaira analis är en tvåvingeart som först beskrevs av Walker 1860.  Allothelaira analis ingår i släktet Allothelaira och familjen parasitflugor. Inga underarter finns listade i Catalogue of Life.